# Радіола

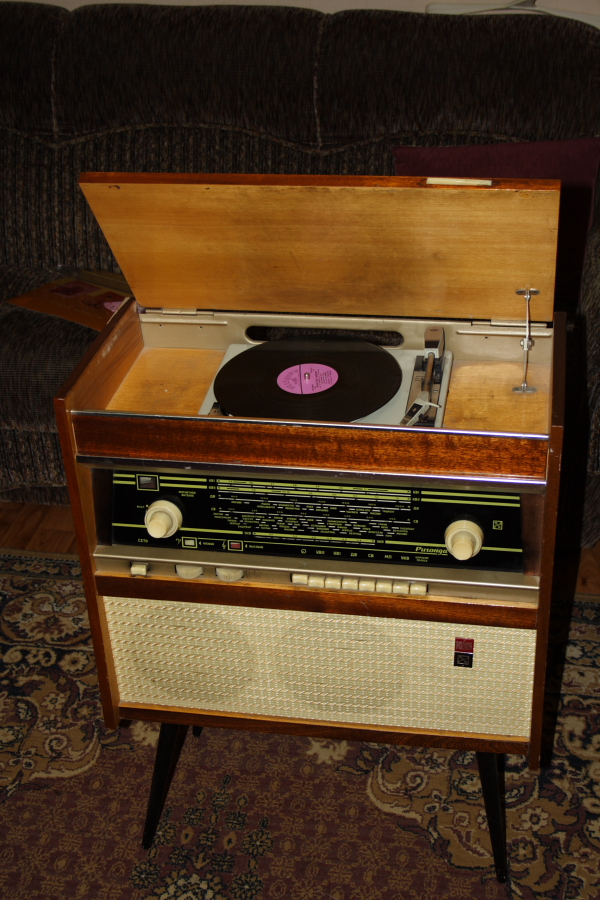
Радіола першого класу «Рігонда» (1965 р., СРСР).

Радіола — побутовий радіоелектронний пристрій, який конструктивно об'єднує в одному корпусі радіоприймач і електрофон. Такі вузли, як підсилювач звукових частот, блок живлення і гучномовці в радіолі є загальними.
«Золота ера» радіоли припала на 1940-ві — 1970-ті роки. Це пояснюється тим, що лампові радіоприймачі тих років мали великогабаритний корпус, який дозволяв без додаткових витрат розміщувати електропрогравальний пристрій. В середині 1970-х років через широке застосування напівпровідникових приладів і поширення компактних транзисторних радіоприймачів, популярність радіол стала падати. Вони поступилися місцем іншим комбінованим пристроям — магнітолам з касетами, а пізніше — комбінованим пристроям, що містили програвач оптичних дисків або цифровий програвач.
Перша радіола в СРСР — СВГ-К (рос. супергетеродин всеволновый с граммофонным электропроигрывающим устройством, консольный) була випущена Олександрівським радіозаводом 1938 року. Останньою серійною радіолою на просторі колишнього СРСР стала «Серенада РЕ-209», випущена в 1992 році Владивостоцьким заводом «Радіоприлад».

## Походження терміна
На початку XX століття в США з'явився товарний знак «Radiola», названий, імовірно, на честь рослини, під яким випускалися радіоприймачі та інша побутова радіоелектронна апаратура. Моделей, що являють собою поєднання радіоприймача з електрофоном, серед них небагато.
Термін «радіола» в російській мові, а згодом і в українській, цілком імовірно, виник у зв'язку з потраплянням до СРСР партії апаратів, що поєднували радіоприймач з електрофоном, випущених під товарним знаком «Radiola» (аналогічно терміну «патефон», назва якого виникла від товарного знаку «Pathe»).
Самі американці використовують стосовно радіоприймачів з вбудованим електрофоном термін «radiogram» (від radio + grammophone). Схожий термін є в чеській мові — «gramoradio».

## Деякі моделі радіол (СРСР)
- Вега-312
- Вікторія-001-Стерео
- Гамма
- Латвія
- Мрія
- Рігонда
- Симфонія
- Сіріус
- Естонія
- Ефір-М
- Юность
- Романтика